# چیکو آمی
چیکو آمی (به ژاپنی: 竹阿弥 ちくあみ) (زمان تولد و مرگ نامشخص) یک ژاپنی در دوره سنگوکو بود. او پس از مرگ کینوشیتا یائه‌مون، پدر تویوتومی هیده‌یوشی با مادر او اوماندوکورو (ناکا) ازدواج کرد. آساهی هیمه و تویوتومی هیده‌ناگا فرزندان حاصل از این ازدواج هستند. او ناپدری هیده‌یوشی و خواهر تنی هیده‌یوشی، نیشونی است.
فیلم‌هایی که بخشی از زندگی او را به نمایش می‌گذارند هیده‌یوشی (مجموعه تلویزیونی تایگا) و هیده‌یوشی تمام کشور را در دست می‌گیرد! هستند.